# Джордж Паладе
Джордж Еміль Пала́де (англ. George E. Palade, народився 19 листопада 1912, місто Ясси — 8 жовтня 2008) — американський фахівець з клітинної біології, що народився в Румунії. У 1974, спільно з двома колегами отримав Нобелівську премію з фізіології і медицині «за відкриття, що стосуються структурної і функціональної організації клітини». Приз отримав за свої інновації в електронній мікроскопії і дослідженні клітин, заклавши основи сучасної молекулярної клітинної біології .
Його описували як «найвпливовішого клітинного біолога».

## Біографія
Паладе народився 19 листопада 1912 року в місті Ясси, в Румунії в сім'ї професора філософії Ясського університету Еміля Паладе і Констанції (Кантемир) Паладе, вчительки початкової школи. Він здобув початкову освіту в ліцеї Хасдая в Бюзане і в 1930 р. вступив до медичної школи Бухарестського університету. Великий вплив мали на нього вчені, котрі працювали в університеті: професор біохімії Андре Бойвін і професор анатомії Френсіс Рейнер, який запропонував йому посаду асистента-дослідника. Пропрацювавши 6 років у клініці й захистивши дисертацію по мікроанатомії нирок у ряду морських ссавців, Паладе в 1940 році здобув медичний науковий ступінь. Після закінчення медичної школи він стає асистентом зі внутрішніх хвороб у Бухарестському університеті. Під час другої світової війни служив у румунській армії на посаді, яка давала йому змогу далі працювати в університеті. У 1945 році за допомогою Григора Попа, наступника Райнера, Джордж дістав місце асистента-дослідника в лабораторії біології університету Нью-Йорка. Відвідавши якось семінар Альбера Клода, Паладе відрекомендувався йому, і той запросив його в свою дослідницьку групу в Рокфеллерському інституті (тепер — Рокфеллерський університет), запропонувавши в 1946 році посаду запрошеного дослідника. Після приходу до влади комуністів у Румунії Паладе вирішив залишитися в США.